# 堪培拉火車站
坎培拉火車站（Canberra railway station）是新南威爾士州鐵路城際南線的一個火車站，該火車站位於澳洲首都領地坎培拉的金斯頓郊區。車站於1924年4月21日啟用。